# Носаєва Ірина Петрівна
Носаєва Ірина Петрівна -  Заслужений учитель України, відмінник освіти України, учитель-методист, спеціаліст вищої категорії, вчитель біології.

## Позакласна робота
Працює над темою: «Робота з творчо обдарованими учнями на уроках і позаурочний час»
- 2005 - нагороджена премією за матеріал «Робота з обдарованими учнями»[1]
- 2010-2011 роки – екологічна експедиція в Канівському природничому заповіднику в рамках Всеукраїнського табору «Екологос».
- 2017 - як учасник Всеукраїнської серпневої конференції з проблеми «Модернізація змісту біолого-екологічної освіти: в пошуках оптимальних моделей» ознайомила педагогів із ключовими змінами в оновлених навчальних програмах 5-9 класів та презентувала новий підручник із біології для учнів 9 класу.[2]

## Методична робота
Надзвичайно велику увагу у педагогічній діяльності приділяє роботі з обдарованими дітьми. Так за останні десять років 15 учнів були дійсними членами МАН і всі вони були неодноразовими переможцями I та II етапів у таких секціях, як біологія, екологія, сільське господарство та медицина. З 2004 по 2008 роки учні Ірини Петрівни – переможці II- IV етапів Всеукраїнської учнівської олімпіади з біології з екологією. Крім того, вчитель налагодила двосторонні зв’язки з навчальними та позашкільними закладами освіти Росії, зокрема, Відкритим ліцеєм «Всеросійська заочна багатопредметна заочна школа» при Московському державному університеті ім. М.В.Ломоносова та Всеросійською станцією юних натуралістів.
Як показує досвід І.П.Носаєвої основним засобом формування навчально-дослідницьких умінь є дидактична система завдань, складених на основі навчального матеріалу. Найприйнятнішими для формування навчально-дослідницьких умінь є теми, що передбачають проведення експериментів та лабораторних робіт. Опановуючи експери-ментальний метод наукового пізнання, члени шкільного об’єднання «Науковець» набули вмінь методичного характеру, а саме: планувати експеримент, виділяти проміжну та кінцеву мету, висувати гіпотези, спостерігати, аналізувати, порівнювати та узагальнювати, логічно мислити, працювати з приладами, використовувати здобуті знання.
Керівник гуртка «Юний еколог», членами якого є учні Малої Академії Наук (МАН)
| Рік  | Тема роботи                                                                                            | Місце | ПІБ учня                     |
| 1999 | Вивчення діапазону споживаних продуктів населенням с. Червона Слобода                                  | ІІІ   | Катренко Наталія, уч.10 кл.  |
| 1999 | Вивчення генетичної структури популяції населення с. Червона Слобода                                   | ІІ    | Боднар Ірина, уч. 10 кл.     |
| 1999 | Функціональний паралелізм у роботі систем органів Хордових та Покритонасінних                          | ІІ    | Семеняка Дмитро, уч 11 кл.   |
| 2000 | Вивчення генетичної структури популяції населення Черкаської області                                   | ІІ    | Боднар Ірина, уч. 11 кл.     |
| 2000 | Вивчення впливу трансгенних сортів картоплі на довкілля                                                | ІІІ   | Усова Олена, уч. 10 кл.      |
| 2000 | Вивчення обізнаності школярів щодо негативного впливу тютюнопаління                                    | -     | Тамко Ганна, уч. 9 кл.       |
| 2001 | Вивчення впливу ГМ – сортів картоплі на біорізноманіття                                                | ІІ    | Усова Олена, уч. 11 кл.      |
| 2001 | Вивчення історії генетики ( присвячена 100-річчю науки)                                                | -     | Кириченко Наталія,уч. 10 кл. |
| 2003 | Вплив миючих засобів на життєдіяльність PKOTOZOA очисних споруд біля с. Червона Слобода                | ІІІ   | Бибик Дмитро, уч. 9 кл.      |
| 2004 | Біоіндикаційні властивості коловерток очисних споруд біля с. Червона Слобода                           | ІІІ   | Бибик Дмитро, уч. 10 кл.     |
| 2004 | Вплив популяції американського білого метелика на життєдіяльність рослин                               | ІІІ   | Гінюк Євгеній, уч. 8 кл.     |
| 2005 | Вивчення динаміки чисельності популяції американського білого метелика                                 | ІІ    | Гінюк Євгеній, уч. 9 кл.     |
| 2005 | Використання препарату «Байкал - ЕМІ» в боротьбі з амброзією                                           | ІІІ   | Бибик Дмитро, уч. 11 кл.     |
| 2005 | Вплив амброзії полинолистої як біотичного екологічного чинника на території с. Червона Слобода         | ІІ    | Бойко Олексій, уч. 9 кл.     |
| 2006 | Вивчення різноманітності рослин та їх пристосування до життя на піщаній косі антропогенного походження | ІІІ   | Кисільов Богдан, уч. 8 кл.   |
| 2007 | Вивчення первинної сукцесії піщаної коси антропогенного походження                                     | ІІ    | Кисільов Богдан, уч. 8 кл.   |
| 2007 | Вивчення поширення окремих аутосомних генів у популяції населення с. Червона Слобода                   | І     | Гінюк Євгеній, уч. 11 кл.    |